# Кирххайм (Тюрингия)
Кирххайм (нем. Kirchheim) — община в Германии, в земле Тюрингия.
Входит в состав района Ильм. Подчиняется управлению Риххаймер Берг. Население составляет 1215 человек (на 31 декабря 2010 года). Занимает площадь 21,22 км².
Община подразделяется на 2 сельских округа.

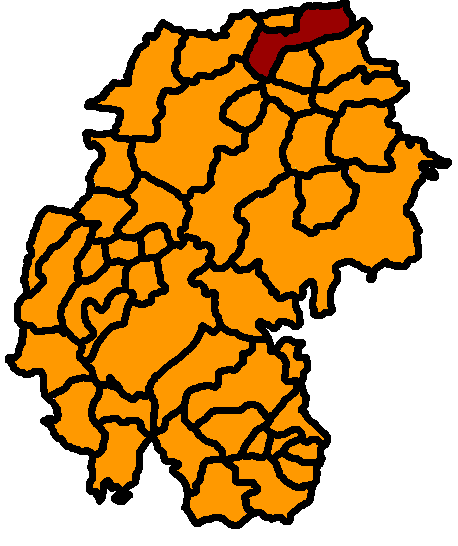
Кирххайм